# Erateina cometaris
Erateina cometaris là một loài bướm đêm trong họ Geometridae.